# Balise de localisation sous-marine

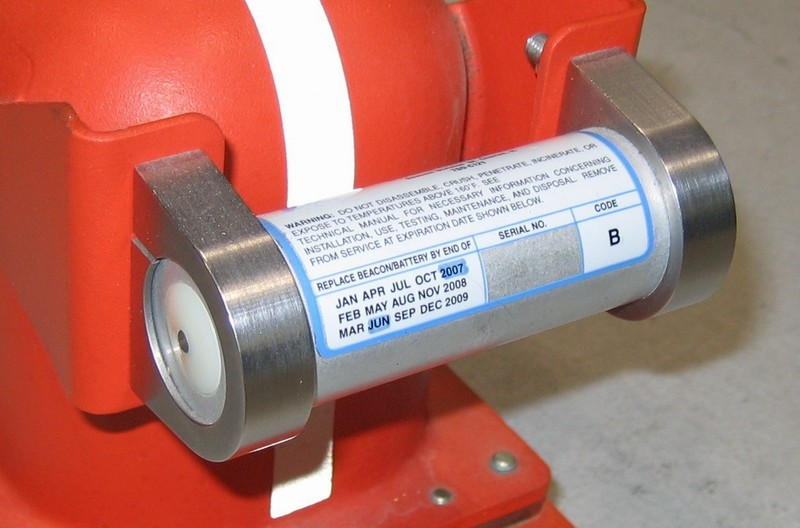
La balise est le cylindre de couleur claire, d'une longueur de 10 cm environ. Elle est ici fixée sur une boîte noire de type "universel" (Universal CockpitVoice Recorder).

Une balise de localisation sous-marine ou balise acoustique (en anglais underwater locator beacon, ULB, parfois aussi appelée pinger) est un appareil fixé sur la  boîte noire (et quelquefois directement sur le fuselage) des avions. Une fois activée par son immersion, l'ULB émet une impulsion ultrasonique de 37,5 kHz à un intervalle d'une fois par seconde permettant à des détecteurs de type sonar de la repérer.